# Rábano
Rábano település Spanyolországban, Valladolid tartományban. Rábano Canalejas de Peñafiel, Peñafiel, Olmos de Peñafiel, Sacramenia, Laguna de Contreras és Torre de Peñafiel községekkel határos. Lakosainak száma 176 fő (2024).

## Népesség
A település népessége az utóbbi években az alábbiak szerint változott:
| Lakosok száma | 250  | 249  | 212  | 215  | 202  | 198  | 184  | 177  | 173  | 176  |
|               | 2001 | 2004 | 2007 | 2009 | 2012 | 2014 | 2017 | 2019 | 2022 | 2024 |